# Đồng quê

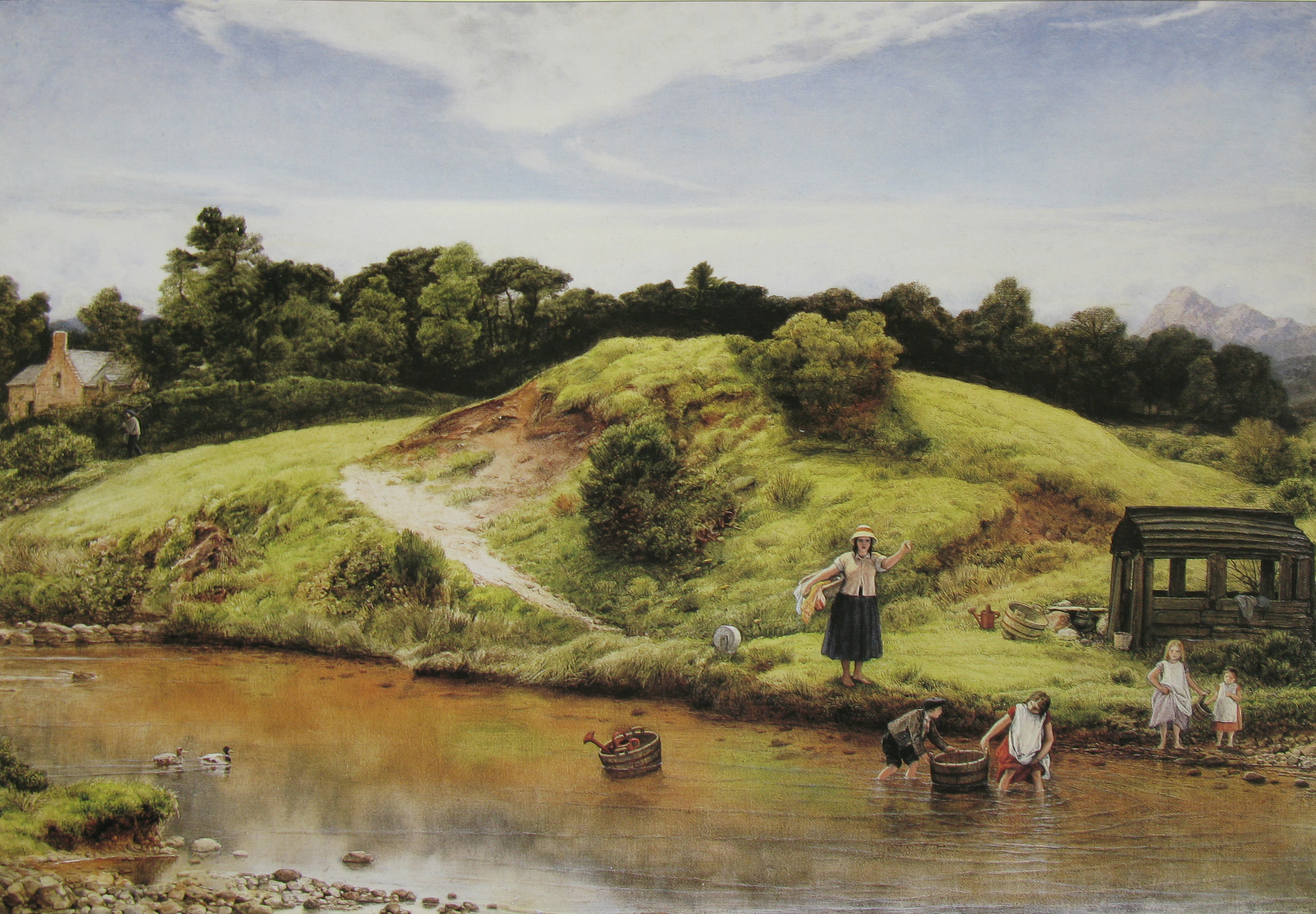
Đồng quê yên bình qua họa phẩm của William Dyce

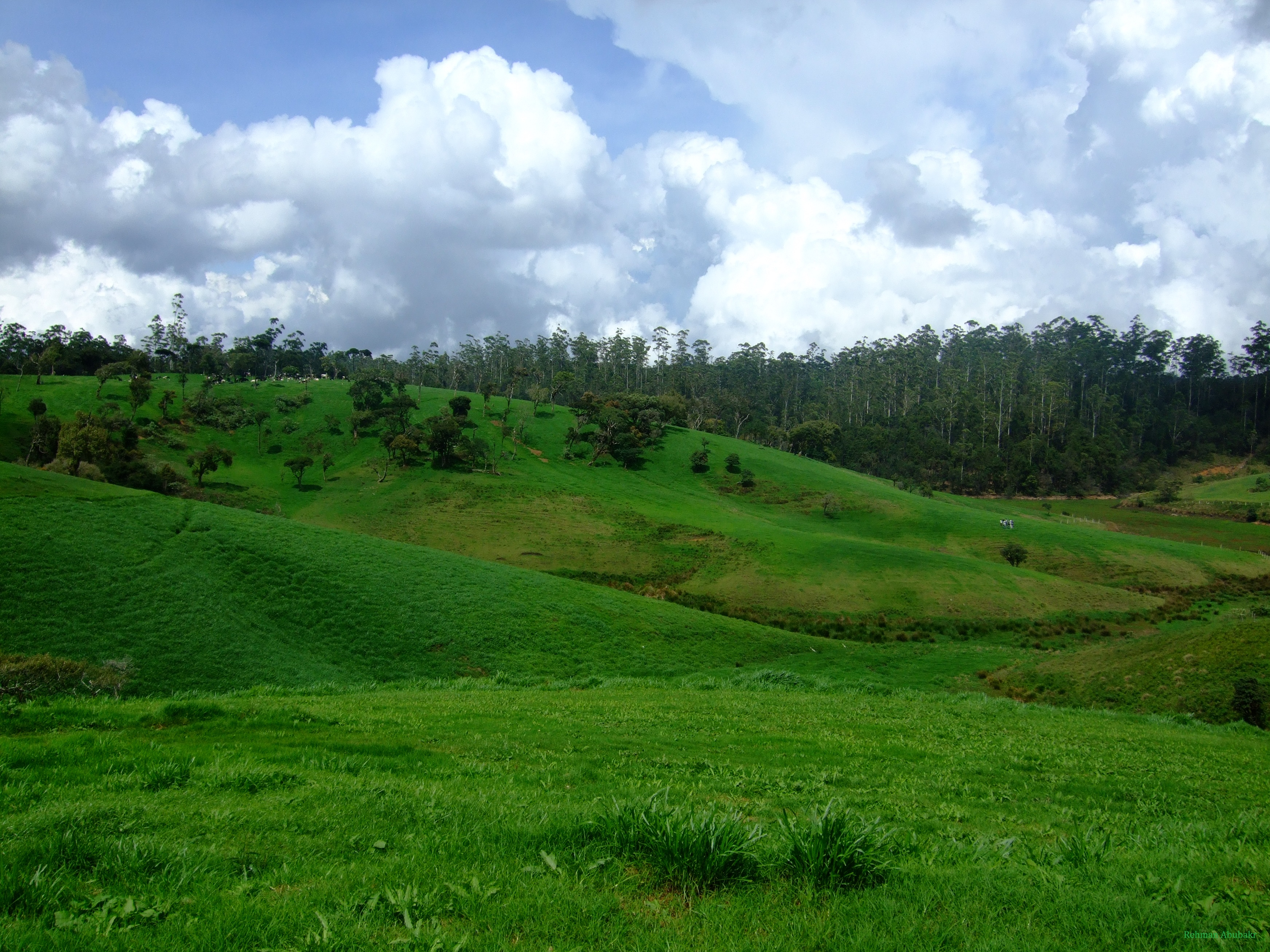
Cảnh quan một vùng đồng quê ở Sri Lanka

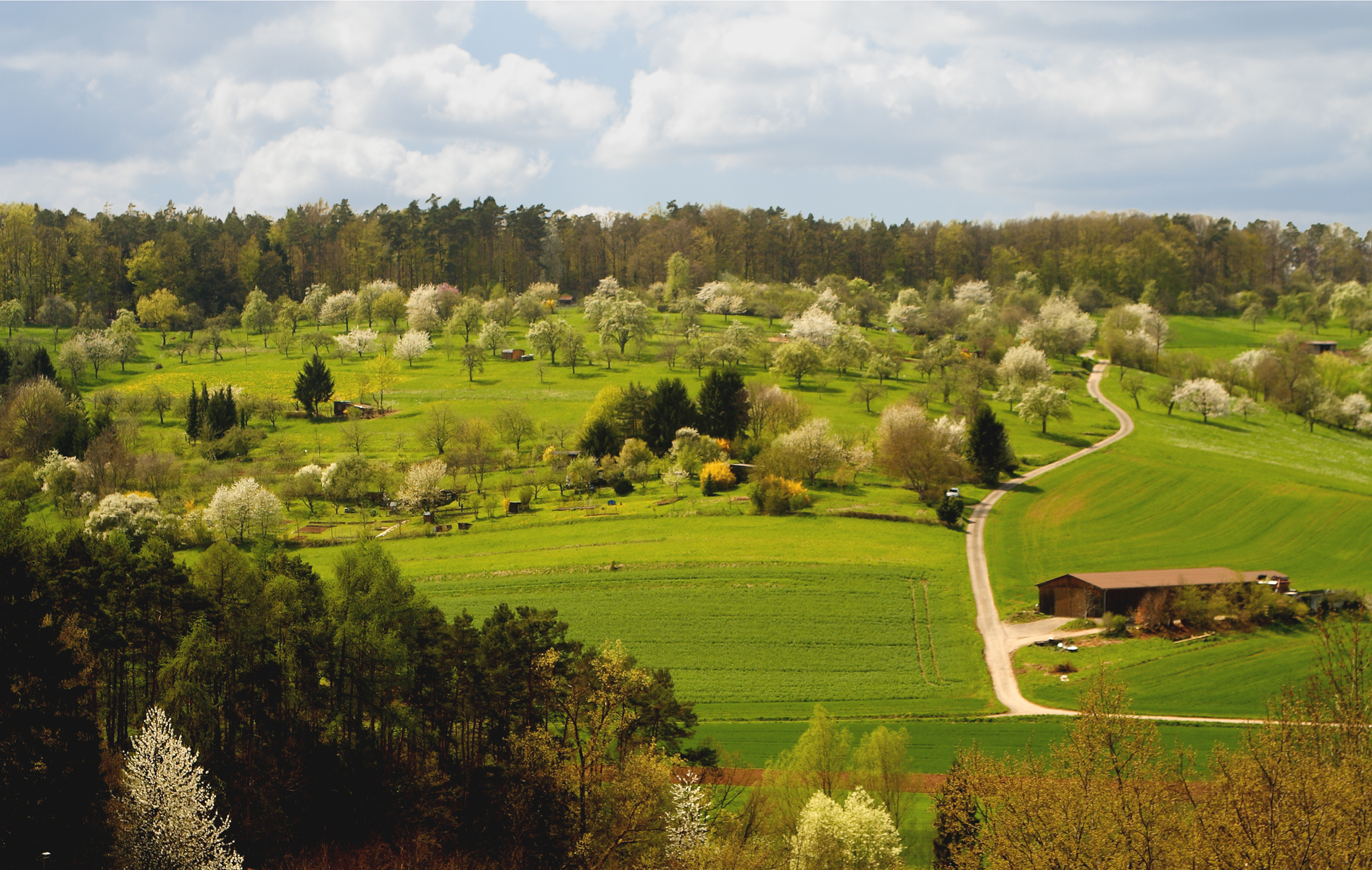
Cảnh quan đồng quê với nhiều núi non ở Đức

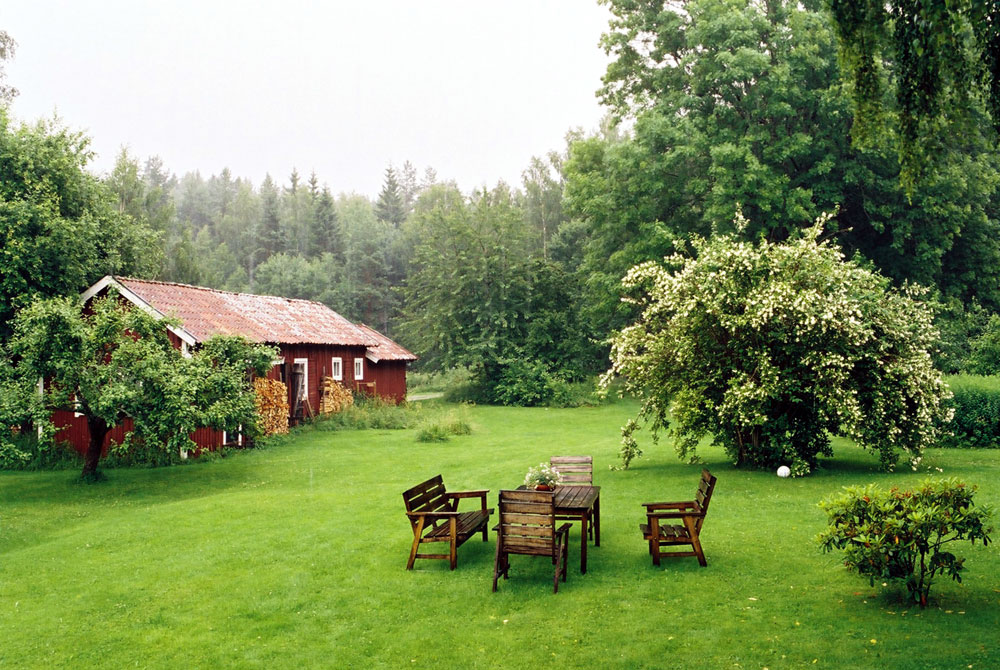
Một ngôi nhà đồng quê

Đồng quê hay nông thôn là khu vực thường có diện tích rộng lớn, có những cảnh quan đẹp nơi không chịu ảnh hưởng rõ rệt của quá trình đô thị hóa. Ở châu Âu vùng đồng quê (countryside)  thường là những khu vực đồng bằng có những thảo nguyên, đồng cỏ rộng lớn gắn vơi những bãi cỏ xanh ngát, ở châu Á mà đặc biệt là Việt Nam, vùng đồng quê gắn liền với những cánh đồng, ruộng lúa thẳng cánh cò bay.
Vùng đồng quê thường có mật độ dân số thấp, đất đai chủ yếu dành cho nông nghiệp. Ngay nay hầu hết diện tích đất của các khu vực nông thôn trên thế giới đã sụt giảm kể từ thế kỷ 19 hoặc sớm hơn, nguyên nhân là do dân số tăng, quá trình đô thị hóa diễn ra rất nhanh kéo theo sự sụt giảm về tỷ lệ diện tích đất so với tỷ lệ dân số sống trên đó.
Đô thị hóa đã xâm phạm vào những mảnh đất nông nghiệp và cơ giới hoá nông nghiệp làm giảm số lượng nhân công cần thiết để làm việc canh tác, họ phải vào kiếm việc ở các thành phố. Bức tranh đồng quê có nguy cơ bị phá vỡ bởi quá trình đô thị hóa này, những tòa nhà chọc trời, những khu phố, khu công nghiệp dày đặc được mọc lên, nạn ô nhiễm môi trường diễn ra ngày càng trầm trọng đe dọa không nhỏ đến môi sinh ở vùng đồng quê.